# والتر ريجولس
والتر ريجولس هو محرك طائرة شعاعي تشيكوسلوفاكي مكون من 5 أسطوانات، ويُبرد بالهواء. صُنع المحرك لتشغيل الطائرات الخفيفة، وعمل لأول مرة في عام 1934، وأنتج قدرة 250 حصاناً (186 كيلو وات).

## محركات معروضة
يُعرض محرك والتر ريجولس محفوظ في متحف براج للطيران.

## المواصفات

### مواصفات عامة
- النوع: محرك طائرة شعاعي مكون من 5 أسطوانات.

### المكونات
- سلسة صمامات: صمام دخول وصمام عادم لكل أسطوانة.
- نظام الوقود: مكربن.
- نوع الوقود: بنزين.
- نظام التبريد: تبريد بالهواء.

### الأداء
- القدرة الناتجة: 250 حصان (186 كيلو وات).